# Johannes Fatio
Johannes Fatio (ur. 1649 w Bazylei, zm. 28 września 1691 tamże) – szwajcarski lekarz, chirurg. Jako jeden z pierwszych badał i leczył chirurgiczne schorzenia u dzieci.
Urodził się w Bazylei, tam został ochrzczony (14 czerwca 1649). Syn kupca Johanna Antona i Christiny Henricpetri. W 1673 ożenił się z Margarethą Schönauer. Początkowo należał do cechu cyrulików, potem studiował medycynę na Uniwersytecie w Walencji i otrzymał tytuł doktora. Powrócił do Bazylei, gdzie praktykował jako chirurg i położnik. Napisał wiele książek, z których do dziś zachowała się jedynie jedna. Przeprowadzał operacje spodziectwa, atrezji odbytu i pochwy. Jako pierwszy chirurg z powodzeniem rozdzielił bliźnięta nierozdzielone. Zaangażował się też w działalność polityczną, co przypłacił życiem. Po rozwiązaniu parlamentu przez przeciwników politycznych został uwięziony, torturowany i zabity. Niemal wszystkie jego dzieła zostały zniszczone.